# Bol'šoj Ous
Il Bol'šoj Ous (in russo Большой Оус?) è un fiume della Russia siberiana occidentale, affluente di destra del Pelym, nel bacino dell'Irtyš. Scorre nel territorio del distretto urbano di Ivdel' (Oblast' di Sverdlovsk).
Il fiume scorre per tutto il suo corso in direzione sud-orientale e attraversa il villaggio di Ous. Ha una lunghezza di 186 km, il suo bacino è di 2 140 km². Sfocia nella Pelym a 300 km dalla foce.